# Village of Clarkston
Village of Clarkston é uma cidade localizada no estado americano de Michigan, no Condado de Oakland.

## Demografia
Segundo o censo americano de 2000, a sua população era de 962 habitantes.
Em 2006, foi estimada uma população de 925, um decréscimo de 37 (-3.8%).

## Geografia
De acordo com o United States Census Bureau tem uma área de 1,3 km², dos quais 1,2 km² cobertos por terra e 0,1 km² cobertos por água.

## Localidades na vizinhança
O diagrama seguinte representa as localidades num raio de 16 km ao redor de Village of Clarkston.